# Donato Bilancia
Donato „Walter” Bilancia (n. 10 iulie 1951, Potenza, Basilicata, Italia – d. 17 decembrie 2020, Padova, Italia) a fost un criminal în serie italian, responsabil pentru uciderea a 17 persoane – nouă femei și opt bărbați – între octombrie 1997 și mai 1998. A fost condamnat la 13 pedepse cu închisoare pe viață⁠(d), fără drept de eliberare condiționată. 

## Biografie

### Antecedente și primele infracțiuni
Bilancia s-a născut în Potenza, Basilicata, în 1951. Când avea aproximativ cinci ani, familia sa s-a mutat în nordul Italiei, mai întâi în Piemont, apoi la Genova, în regiunea Liguria. A suferit de enurezis⁠(d) cronic până la vârsta de 10-12 ani, iar mama sa îl umilea expunând salteaua udă pe balcon, la vedere. Mătușa sa obișnuia să-l dezbrace în fața verilor pentru a-i evidenția organul genital considerat subdezvoltat. La 14 ani, a decis să-și spună Walter. A abandonat studiile liceale și a lucrat ca mecanic, barman, brutar și curier.  
Fiind încă minor, a fost arestat și eliberat pentru furtul unui scuter și pentru furtul unui camion încărcat cu dulciuri de Crăciun. În 1974, a fost condamnat pentru deținere ilegală de armă. Ulterior, a fost supus unui tratament psihiatric involuntar în secția de psihiatrie a Spitalului General din Genova, de unde a evadat, fiind recapturat și condamnat la 18 luni de detenție pentru jaf. A executat mai multiple condamnări în Italia și Franța pentru jaf și jaf armat. În ciuda istoricului său de probleme psihiatrice, până la vârsta de 47 de ani nu avea antecedente de violență.

### Crimele

Hartă a regiunii Liguria, evidențiind subdiviziunile sale. Majoritatea crimelor comise de Bilancia au avut loc în Provincia Genova, înlocuită din 2015 de Orașul Metropolitan Genova.

Bilancia era un jucător compulsiv⁠(d) care trăia singur. Pe 16 octombrie 1997, a comis prima crimă – l-a sugrumat pe prietenul său, Giorgio Centanaro, care l-a convins să participe la un joc de cărți, în urma căruia Bilancia a pierdut aproximativ 267.000 $. Autoritățile au considerat inițial că moartea a fost cauzată de un infarct. Următoarele sale victime au fost arbitrul jocului, Maurizio Parenti, și soția acestuia, Carla, împușcați din răzbunare cu un revolver de calibru .38, furându-le suma de 13,5 milioane de lire italiene (aproximativ 6.200 $). Ulterior, el a declarat că aceste prime omoruri i-au deschis apetitul pentru crimă. Criminalul nu a încercat niciodată să ascundă urmele faptelor sale sau să își ascundă victimele.

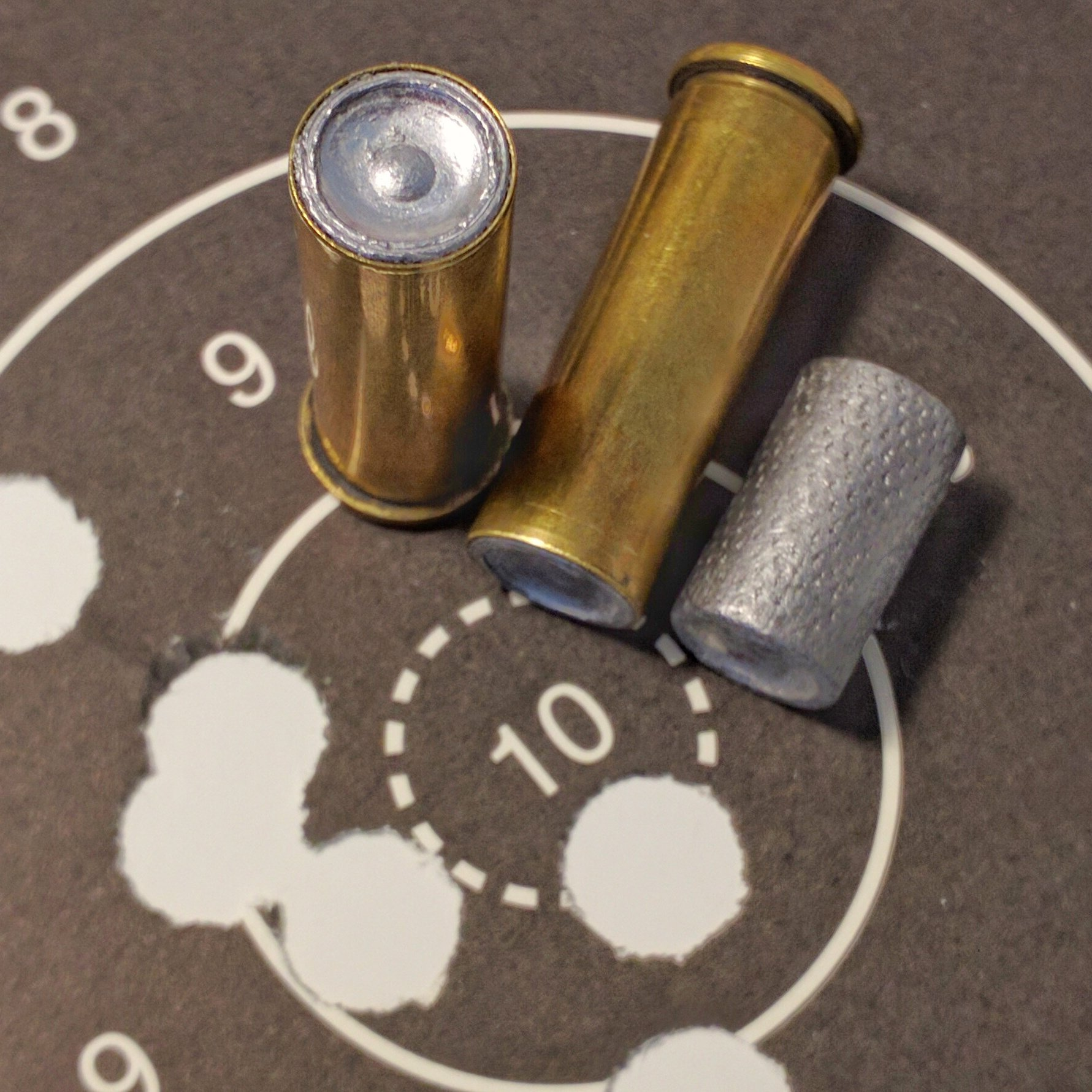
Gloanțe de tip .38 Special wadcutter, similare celor utilizate de Bilancia.

Tot în octombrie 1997, a urmărit un bijutier până acasă pentru a-l jefui, apoi l-a împușcat pe acesta și pe soția lui, după ce femeia a început să țipe. A sustras bijuteriile din seif. Ulterior, a jefuit și ucis un casier valutar. Două luni mai târziu, a împușcat mortal un agent de pază în timpul patrulării, doar pentru că nu îi plăceau paznicii de noapte. Printre victimele sale s-au numărat și o prostituată de naționalitate albaneză, un muncitor originar din Rusia și un al doilea schimbător valutar, acesta din urmă fiind împușcat de multiple ori, cu sustragerea ulterioară a conținutului seifului.
În martie 1998, în timp ce solicita servicii sexuale sub amenințarea unei arme de la o prostituată, a deschis focul asupra a doi paznici care au intervenit, ucigându-i, apoi a împușcat prostituata, care a supraviețuit și a contribuit la realizarea unui portret robot și ulterior a depus mărturie împotriva sa. Tot în această perioadă, a asasinat o prostituată de origine nigeriană și una ucraineană, precum și a jefuit și agresat o prostituată italiană fără a o ucide.
La 12 aprilie 1998, s-a urcat în trenul Genova-Veneția declarând ulterior că intenționa „să ucidă o femeie”. Observând o tânără care călătorea singură, a urmărit-o până la toaletă, a descuiat ușa cu o cheie falsificată, a împușcat-o în cap și i-a furat biletul de tren. Șase zile mai târziu, în trenul spre Sanremo, a repetat metoda: a împușcat o femeie în regiunea retroauriculară, folosind jacheta acesteia pentru a reduce zgomotul focului. Excitat de lenjeria ei neagră, s-a masturbat și și-a șters urmele cu hainele victimei. Aceste două cazuri au stârnit indignare publică și au determinat înființarea unei unități speciale de anchetă.
Ultima sa crimă înainte de arestare a avut loc la 20 aprilie 1998, când l-a ucis pe angajatul unei stații de alimentare cu combustibil după ce și-a umplut rezervorul, furând încasările zilei – aproximativ 2 milioane de lire (aproximativ 1.000 $) – și fugind de la locul crimei.

### Arestarea și Sentința

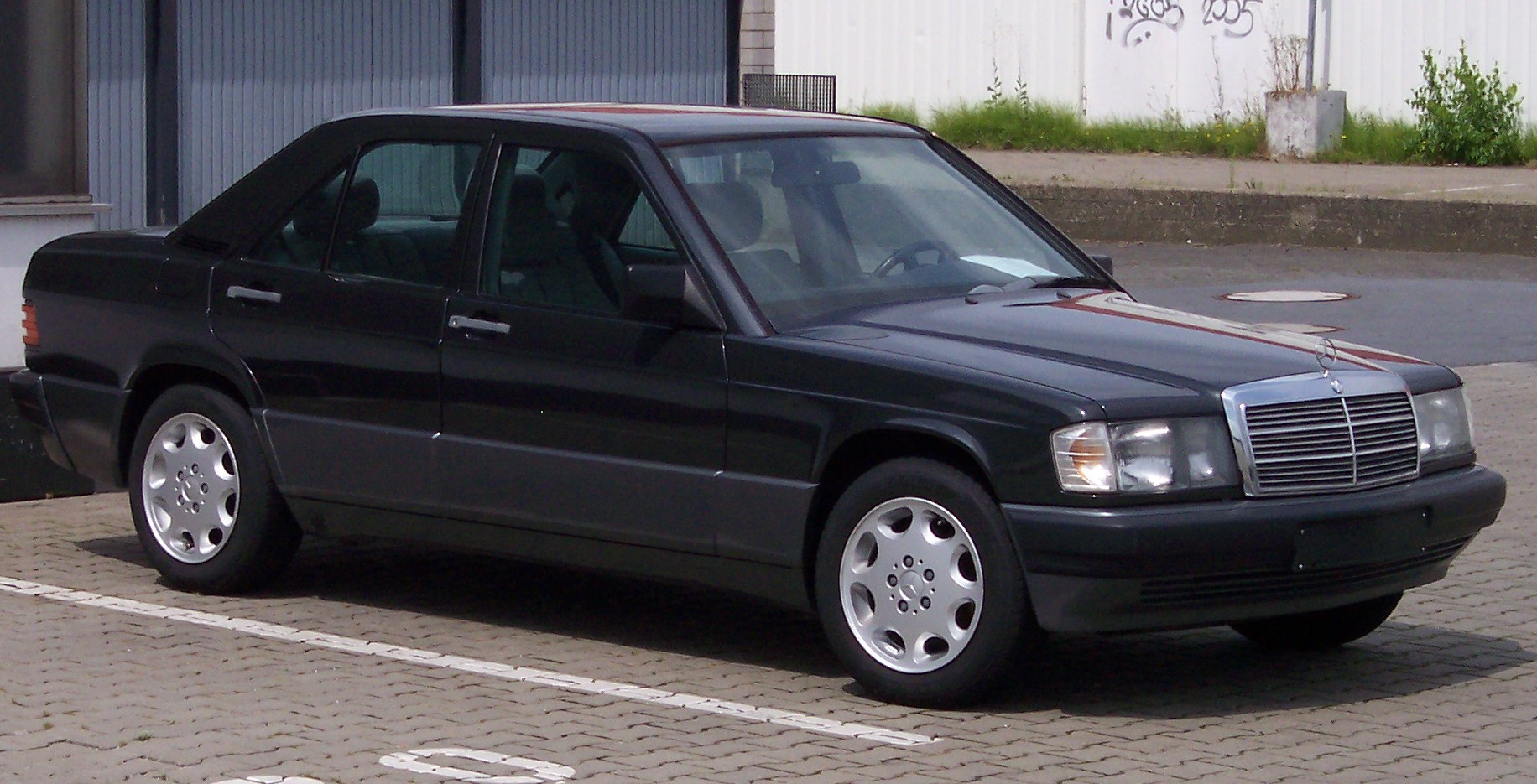
Mercedes-Benz W201-190, același model utilizat de Bilancia, a fost un element important în reconstrucția faptelor care au condus la identificarea sa.

Walter Bilancia a fost identificat ca principal suspect în urma raportărilor privind o mașină Mercedes-Benz de culoare neagră, asociată cu ultima sa victimă, o prostituată observată urcând în vehicul în noaptea crimei. Autoritățile l-au plasat sub supraveghere timp de 10 zile, colectând probe biologice (inclusiv ADN de pe mucuri de țigară și o ceașcă de cafea) care au coincis cu cele găsite la locurile faptelor. A fost arestat la domiciliul său din Genova pe 6 mai 1998, iar revolverul calibru .38 a fost confiscat ca probă materială. După opt zile de interogatorii, a recunoscut toate faptele, oferind o mărturisire detaliată pe parcursul a două zile și ilustrând procesul criminal prin 17 diagrame schematic.
La 12 aprilie 2000, după un proces de 11 luni, Tribunalul de la Genova l-a condamnat la 13 sentințe de închisoare pe viață și 20 de ani de detenție pentru tentativă de omor asupra prostituatei supraviețuitoare. Instanța a dispus aplicarea articolului 4bis din Legea penitenciară italiană, interzicând orice formă de eliberare condiționată. Decizia a fost motivată prin gravitatea excepțională a infracțiunilor, clasificate ca crime de tip serial cu premeditare sistematică.

## Consecințe
Walter Bilancia a devenit un subiect mediatizat în Italia datorită naturii sale criminale seriale. Cazul său a inspirat miniseria TV Ultima pallottola (2003), difuzată pe Canale 5, cu Giulio Scarpati în rolul unui ofițer de anchetă și Carlo Cecchi interpretându-l pe Bilancia. În 2004, Donato Bilancia a fost intervievat live pe Rai 1 în cadrul emisiunii Domenica in, difuzată în acel an și prezentată de Paolo Bonolis. Moderatorul a primit critici dure pentru acest interviu. La începutul anilor 2010, Beppe Grillo, liderul partidului Mișcarea Cinci Stele, a recunoscut că a fost vecin cu Donato Bilancia, în copilărie, în Genova. În 2015, Rai 3 a dedicat un episod despre Bilancia în cadrul emisiunii Stelle Nere („Stele Negre”).
Ca deținut, Bilancia a fost descris ca „prizonier exemplar”. În 2016, după 5 ani de studii, a obținut o diplomă în contabilitate cu o notă de 83/100, și a urmat studii universitare în turism. În 2017, Bilancia a solicitat comutarea pedepsei sale de închisoare pe viață într-o pedeapsă de 30 de ani de închisoare, invocând o sentință a CEDO privind condițiile carcerale, dar Curtea Supremă de Casație a respins cererea. În același an, Bilancia a obținut primul său permis temporar de a părăsi închisoarea sub escortă armată, pentru a vizita mormântul părinților săi la cimitirul din Nizza Monferrato din Piemont.
O nouă solicitare de eliberare temporară a fost respinsă în 2019 de instanța din Padova, pe motiv că rămânea „periculos”. Un raport psihologic a subliniat incapacitatea sa de a gestiona frustrarea și absența regretei explicite, Bilancia atribuind crimele unei „stări de posedare”. Nu a participat la programe de reabilitare și a refuzat să recunoască responsabilitatea morală.

## Moartea
Bilancia a murit pe 17 decembrie 2020, la vârsta de 69 de ani, după ce a contractat COVID-19 în închisoarea „Due Palazzi” din Padova, în timpul pandemiei de COVID-19 în Italia.